# On Air (serie televisiva)
On Air (온에어?, On-e-iLR) è una serie televisiva sudcoreana trasmessa su SBS dal 5 marzo al 15 maggio 2008.

## Trama
Jang Ki-joon, un manager di successo, va in bancarotta perché non riesce a competere con altre potenti agenzie: viene però salvato dall'attrice Oh Seung-ah, che lo prende come proprio agente. Lee Kyung-min è un produttore di drama alla sua prima prova come regista, mentre Seo Young-eun una sceneggiatrice molto ricercata, divorziata e con un figlio piccolo. Le loro vite professionali e private si intrecciano durante le riprese di una nuova serie televisiva.

## Personaggi
- Jang Ki-joon, interpretato da Lee Beom-soo
- Oh Seung-ah, interpretata da Kim Ha-neul
- Lee Kyung-min, interpretato da Park Yong-ha
- Seo Young-eun, interpretata da Song Yun-ah
- Jin Sang-woo, interpretato da Lee Hyung-chul
- Cherry, interpretata da Han Ye-won
- Lee Hye-kyung, interpretata da Hong Ji-min
- Yoon Hyun-soo, interpretata da Yoo Seo-jin
- Kang Ho-sang, interpretato da Choi Sang-hoon
- Kwon Oh-suk, interpretato da Lee Won
- Song Soo-chul, interpretato da Lee Sung-min
- Park Bong-shik, interpretato da Lee Dal-hyung
- Hong Seo-gyu, interpretato da Yeo Ho-min
- Noh Yong-chul, interpretato da Kim Dong-gyun
- Park Hyung-ja, interpretata da Park Joo-ah
- Kim Joon-hee, interpretato da Shin Dong-woo
- Kim Hak-seon, interpretato da Lee Chul-min
- Ahn Da-jung, interpretata da Kang Joo-hyung
- Lee Won, interpretato da Jin Sung
- Kim Beom-rae, interpretato da Im Hyun-sung
- Ra Seok-hyun, interpretato da Sung Woo-jin
- Aidan Lee, interpretato da Ricky Kim

## Ascolti
| Episodio | Data di trasmissione | Dati TNSM           | Dati TNSM                  | Dati AGB            | Dati AGB                   |
| Episodio | Data di trasmissione | A livello nazionale | Area metropolitana di Seul | A livello nazionale | Area metropolitana di Seul |
| -------- | -------------------- | ------------------- | -------------------------- | ------------------- | -------------------------- |
| 1        | 5 marzo 2008         | 13,4%               | 13,6%                      | 11,4%               | 12,5%                      |
| 2        | 6 marzo 2008         | 15,2%               | 16,1%                      | 14,4%               | 14,9%                      |
| 3        | 12 marzo 2008        | 14,7%               | 15,9%                      | 14,1%               | 15,2%                      |
| 4        | 13 marzo 2008        | 18,9%               | 20,5%                      | 16,6%               | 17,6%                      |
| 5        | 19 marzo 2008        | 16,7%               | 17,9%                      | 15,8%               | 16,9%                      |
| 6        | 20 marzo 2008        | 18,1%               | 18,5%                      | 16,9%               | 16,5%                      |
| 7        | 26 marzo 2008        | 20,1%               | 20,9%                      | 18,3%               | 19,9%                      |
| 8        | 27 marzo 2008        | 21,2%               | 22,1%                      | 20,2%               | 20,4%                      |
| 9        | 2 aprile 2008        | 21,6%               | 22,9%                      | 20,5%               | 22,0%                      |
| 10       | 3 aprile 2008        | 22,8%               | 24,4%                      | 21,1%               | 21,7%                      |
| 11       | 10 aprile 2008       | 19,4%               | 20,1%                      | 19,5%               | 20,3%                      |
| 12       | 16 aprile 2008       | 21,1%               | 21,9%                      | 20,7%               | 22,4%                      |
| 13       | 17 aprile 2008       | 22,2%               | 23,7%                      | 20,9%               | 22,5%                      |
| 14       | 23 aprile 2008       | 22,9%               | 23,7%                      | 21,0%               | 21,5%                      |
| 15       | 24 aprile 2008       | 23,3%               | 24,1%                      | 21,3%               | 22,2%                      |
| 16       | 30 aprile 2008       | 21,4%               | 21,9%                      | 20,4%               | 21,5%                      |
| 17       | 1 maggio 2008        | 24,0%               | 25,6%                      | 22,0%               | 23,0%                      |
| 18       | 7 maggio 2008        | 24,1%               | 23,5%                      | 20,6%               | 20,2%                      |
| 19       | 8 maggio 2008        | 26,2%               | 25,6%                      | 24,4%               | 23,4%                      |
| 20       | 14 maggio 2008       | 24,9%               | 23,5%                      | 23,6%               | 23,7%                      |
| 21       | 15 maggio 2008       | 27,4%               | 25,8%                      | 26,2%               | 25,4%                      |
| Media    | Media                | 20,9%               | 21,5%                      | 19,5%               | 20,2%                      |

## Colonna sonora
1. One Word (한가지 말) – F.T. Island
2. Bad Love (외사랑) – Park Yong-ha
3. Shadow (그림자) – Song Yoon-ah
4. Unsteady (설레임) – Im Jae-yong
5. Thanks to All (고마운 사람) – Park Yong-ha
6. If... – Navy
7. Heartbroken (사랑을 해요) – Choi Hoon
8. Q
9. Dissolvent
10. Island (섬) – Lee Beom-soo
11. Sky Love – Kim Ha-neul
12. A Person Like Me (내게 그런 사람) – Cindy feat. Aman
13. Heartbroken (사랑을 해요) (Bossanova Ver.) – Choi Hoon
14. One Word (한가지 말) (Guitar Ver.)
15. 하늘을 가르며
16. Rainbow Soap
17. 두려움 앞에서
18. 야리야 (Inst.)
19. Think About You
20. 야리야

## Riconoscimenti
| Anno | Premio               | Categoria                                  | Ricevente      | Risultato       |
| ---- | -------------------- | ------------------------------------------ | -------------- | --------------- |
| 2008 | Korea Drama Awards   | Top Excellence Award, Actress              | Kim Ha-neul    | Vincitore/trice |
| 2008 | SBS Drama Awards     | Top 10 Stars                               | Kim Ha-neul    | Vincitore/trice |
| 2008 | SBS Drama Awards     | Top 10 Stars                               | Song Yun-ah    | Vincitore/trice |
| 2008 | SBS Drama Awards     | Top 10 Stars                               | Park Yong-ha   | Vincitore/trice |
| 2008 | SBS Drama Awards     | Best Supporting Actor in a Drama Special   | Lee Hyung-chul | Candidato/a     |
| 2008 | SBS Drama Awards     | Best Supporting Actress in a Drama Special | Hong Ji-min    | Candidato/a     |
| 2008 | SBS Drama Awards     | Excellence Award, Actor in a Drama Special | Park Yong-ha   | Vincitore/trice |
| 2008 | SBS Drama Awards     | Top Excellence Award, Actor                | Lee Beom-soo   | Candidato/a     |
| 2008 | SBS Drama Awards     | Top Excellence Award, Actress              | Kim Ha-neul    | Vincitore/trice |
| 2008 | SBS Drama Awards     | Top Excellence Award, Actress              | Song Yun-ah    | Vincitore/trice |
| 2009 | Baeksang Arts Awards | Best Screenplay (TV)                       | Kim Eun-sook   | Candidato/a     |
| 2009 | Baeksang Arts Awards | Best New Actress (TV)                      | Han Ye-won     | Candidato/a     |
| 2009 | Baeksang Arts Awards | Best Actor (TV)                            | Park Yong-ha   | Candidato/a     |
| 2009 | Baeksang Arts Awards | Best Director (TV)                         | Shin Woo-chul  | Vincitore/trice |
| 2009 | Baeksang Arts Awards | Best Drama                                 | On Air         | Candidato/a     |

## Distribuzioni internazionali
| Paese     | Canale/i             | Prima TV                        | Titolo adottato            |
| --------- | -------------------- | ------------------------------- | -------------------------- |
| Hong Kong | TVB                  | 24 agosto-2 novembre 2008       | On Air (In onda)           |
| Giappone  | TV Tokyo             | settembre 2008                  | オンエアー (In onda)       |
| Taiwan    | Videoland Drama Desk | 8 dicembre 2008-30 gennaio 2009 | 真愛On Air (Amore in onda) |
| Filippine | GMA Network          | 9 novembre-11 dicembre 2009     | On Air (In onda)           |